# Bozena Srámková
Bozena Srámková, född 1904, död (uppgift saknas), var en tjeckoslovakisk friidrottare med kastgrenar som huvudgren. Srámková var världsrekordhållare i spjutkastning och blev medaljör vid damolympiaderna 1922 i Monaco och 1924 i London och var en pionjär inom damidrott.

## Biografi
Bozena Srámková föddes 1904 i dåvarande Tjeckoslovakien, i ungdomstiden var hon aktiv friidrottare. Hon tävlade i  kortdistanslöpning och häcklöpning men även i längdhopp och spjutkastning (dåtidens resultat baserades på två-hands kast, varje tävlande kastade dels med höger hand och dels med vänster hand, därefter adderades respektive bästa kast till ett slutresultat).
1922 deltog Srámková i april vid Damspelen 1922 i Monte Carlo, under tävlingarna tog hon bronsmedalj i löpning 60 meter efter Nora Callebout och Mary Lines. Senare samma år deltog hon även vid Damolympiaden 1922 i Paris, under tävlingarna tog hon bronsmedalj i stafettlöpning 4 x 110 yards (med Marie Mejzlíková II, Srámková, Marie Mejzlíková I och Marie Jirásková).
Den 6 augusti samma år satte hon sitt första världsrekord i spjutkastning vid tävlingar i Prag, detta blev det första officiella världsrekordet i spjutkastning. Den 13 augusti samma år förbättrade hon sitt eget världsrekord åter vid tävlingar i Prag. Först 1924 förbättrades det officiella rekordet (Marie Janderová).
1923 deltog i april vid Damspelen 1923 i Monte Carlo, under tävlingarna slutade hon på en 5.e plats i löpning 60 meter och på en 7.e plats i spjutkastning.
1924 deltog Srámková i augusti vid Damolympiaden 1924 i London, under tävlingarna tog hon silvermedalj i spjutkastning (efter Louise Groslimond) och bronsmedalj i längdhopp (efter Mary Lines och Sophie Eliott-Lynn). 1924 låg hon även på topp-7 listan över världens häcklöpare. 
Senare drog sig tillbaka från tävlingslivet.